# Guerra dei cavalli celesti
La Guerra dei cavalli celesti fu un conflitto militare combattuto nel 104 a.C. e nel 102 a.C. tra l'impero cinese sotto la dinastia Han e un regno greco, probabilmente la Battria, indicato dai cinesi come Dayuan, ubicato nell'Asia centrale, all'estremità orientale di quello che era stato l'Impero achemenide prima, e successivamente l'impero di Alessandro Magno, in quello che oggi è l'Uzbekistan. Dayuan era un esonimo cinese per l'area, che significa "Grandi Ioni". L'esito fu la vittoria dell'impero cinese e un'espansione temporanea della sua egemonia nel profondo dell'Asia centrale.
L'imperatore Han Wudi ricevette notizie dal diplomatico Zhang Qian secondo cui il regno di Dayuan possedeva cavalli alti e potenti (chiamati "cavalli celesti") che potevano essere d'aiuto contro la popolazione degli Xiongnu. Mandò così Zhang Qian ad esplorare la regione e acquistare i cavalli. Il regno Dayuan però rifiutò l'accordo, provocando la morte di uno degli ambasciatori Han, e la confisca dell'oro inviato come pagamento. Quindi l'imperatore inviò un esercito per catturare la capitale del regno greco, ovvero Alessandria Eschate (moderna Khujand), allora una delle località del mondo ellenistico poste più a oriente.
La prima spedizione fallì, ma la seconda costituita da una forza più grande sconfisse i Dayuan, installò un regime filo-Han e recuperò abbastanza cavalli per creare successivamente una cavalleria abbastanza forte da sconfiggere gli Xiongnu nelle Guerre tra questi e gli Han.
La guerra inoltre segnò in assoluto l'inizio dei contatti tra oriente e occidente, e dello sviluppo della via della seta.

## Antefatti

### I cavalli

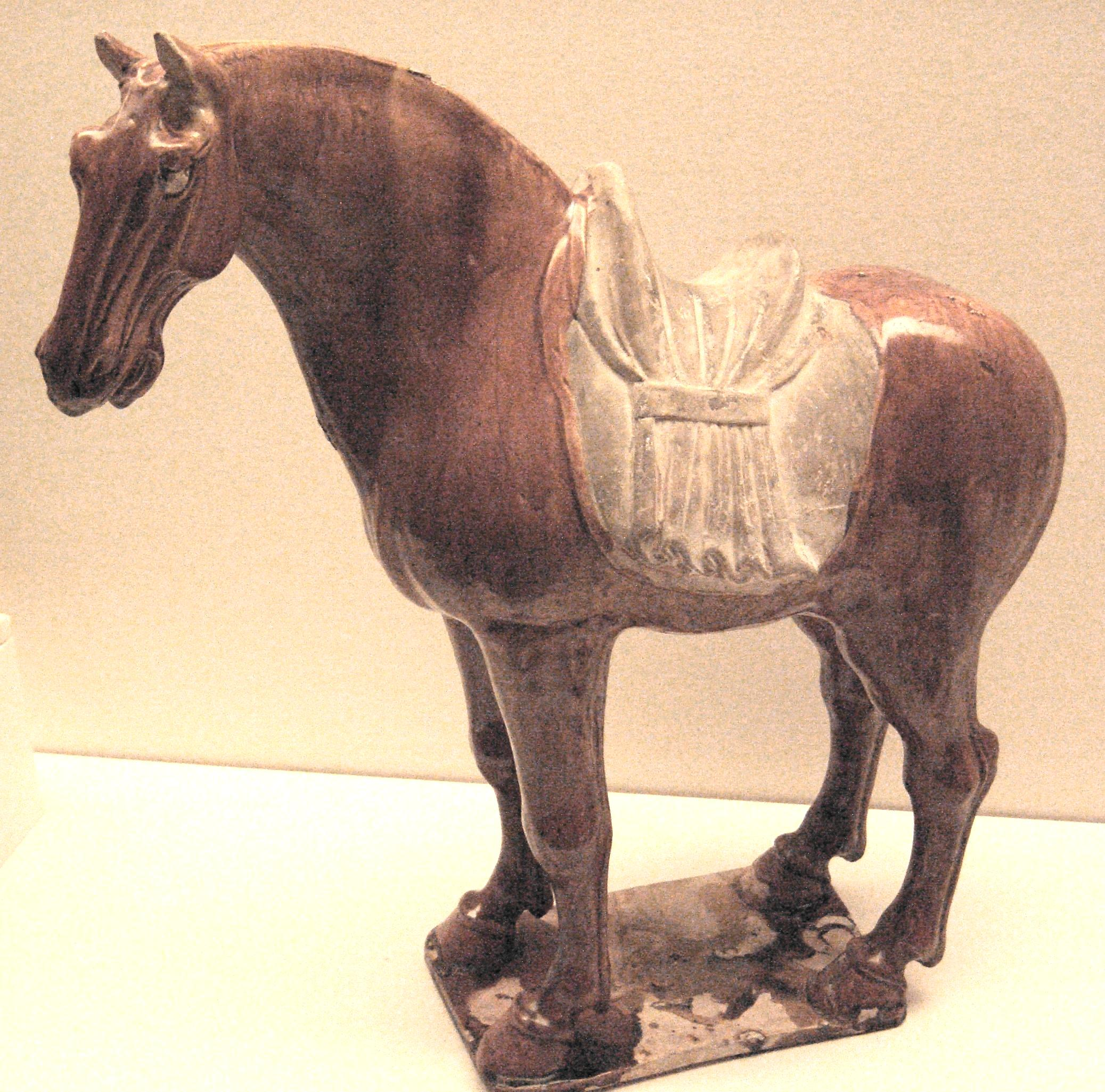
Statuetta Tang raffigurante un cavallo di Fergana

Secondo l'autore Zhao Xu, rispetto al cavallo di Troia che incarnava il "sotterfugio militare", i cavalli celesti di Dayuan (i "cavalli di Ferghana" ,天马) incarnavano "velocità e resistenza", la razza perfetta per dei cavalli da guerra.
L'imperatore Wudi voleva costituire una "cavalleria invincibile" per sconfiggere gli Xiongnu popolo nomade che viveva nelle steppe a nord della Cina, il quale aveva già decenni prima, attaccato la Cina. Quindi nel 139 a.C. inviò un inviato di nome Zhang Qian ad ovest per acquistare i cavalli celesti di Dayuan e stringere alleanze militari con la tribù degli Yuezhi contro gli Xiongnu.
Sulla strada per l'Asia centrale attraverso il deserto del Gobi, Zhang venne catturato due volte. Secondo lo Houhanshu (il libro del Han successivo, scritto da uno storico cinese nel V secolo e considerato una fonte autorevole della storia Han tra il 25 e il 220 a.C.), durante questo periodo, dalla corte Han furono inviati circa 10, o almeno cinque o sei, gruppi diplomatici ogni anno, verso l'Asia centrale per comprare cavalli.
Da allora gli equini catturarono l'immaginazione popolare della Cina, portando a opere artistiche come sculture di cavalli, lo sviluppo di allevamenti nella regione del Gansu, che successivamente fornirono 430 000 cavalcature alla dinastia Tang.

### Gli Xiongnu
Per decenni gli Han seguirono una politica di "heqin"(和 亲) pagando tributi e inviando principesse come spose per lo shanyu (re) degli Xiongnu, in modo da mantenere la pace. La situazione cambiò quando l'Imperatore Wudi salì al potere, e adottò una politica contro questo popolo.

### Dayuan
Lo Shiji (o Memorie storiche) e il Libro degli Han descrivono i greci di Dayuan come abitanti che vivono in città circondate da mura e che hanno "costumi identici a quelli dei greco-bactriani", un regno ellenistico che allora governava la Battria, regione nell'attuale Tagikistan. Gli abitanti di Dayuan sono anche descritti come produttori e grandi amanti del vino.
Dayuan fu uno tra gli stati occidentali più lontani, che mandò inviati alla corte Han. Tuttavia, diversamente dagli altri inviati, quelli di Dayuan non si conformarono ai rituali Han appropriati e si comportarono con grande arroganza e sicurezza di sé, credendo che fossero troppo lontani per essere in pericolo di invasione. Lo stato Dayuan era anche situato vicino agli Xiongnu in questo momento, che erano tenuti in grande rispetto per aver dato molta sofferenza agli Yuezhi.
(Shiji, in Watson, 1993, p. 242)
Tra i beni che gli inviati occidentali portavano con sé c'erano i "cavalli celesti". L'imperatore mandò una missione commerciale con 1 000 pezzi d'oro e un cavallo d'oro per acquistare questi cavalli da Dayuan. Il regno a questo punto aveva già negoziato con Han per un bel po' 'di tempo e ne aveva tratto grande beneficio. Non solo traboccavano di beni orientali, ma imparavano anche dai soldati cinesi come fondere il metallo in monete e armi. Quindi non avevano grandi motivi per accettare l'offerta commerciale dell'imperatore:
(Shiji, in Watson, 1993, p. 246)
Gli inviati Han maledirono gli uomini di Dayuan e distrussero il cavallo d'oro che avevano portato. Infuriati da questo atto di disprezzo, i nobili di Dayuan ordinarono al vicino regno di Yucheng (il moderno Uzgen ), situato ai loro confini orientali, di attaccare e uccidere gli inviati e sequestrare i loro beni. Dopo aver ricevuto la notizia del fallimento della missione commerciale, l'imperatore Wu decise di inviare una spedizione punitiva contro Dayuan. Li Guangli, fratello della concubina preferita dall'imperatore Wu, fu nominato generale "Ershi" e inviato contro i Greci con 6 000 cavalieri e 20 000 giovani estratti tra gli "indesiderabili" dei regni di confine.

## Prima spedizione (104 a.C.)
Nell'autunno del 104 a.C., Li Guangli partì con un esercito di 6 000 cavalieri e 20 000 fanti. Mentre attraversava il bacino del Tarim e il deserto del Taklamakan (nella moderna provincia cinese dello Xinjiang) dovette fare i conti con le città stato degli Yuezhi, ubicate nelle oasi del bacino, che si rifiutavano di fornirgli rifornimenti e così fu costretto ad usare la forza attaccandole. A volte non erano in grado di superare gli stati di oasi. Se l'assedio è durato per più di qualche giorno, l'esercito è andato avanti senza rifornimenti. A causa però di questi numerosi piccoli scontri, l'esercito venne dimezzato e anche ridotto alla fame dopo che le scorte esaurirono. Quando riuscirono ad arrivare in prossimità di Dayuan, Li aveva già perso troppi uomini per continuare la campagna. Dopo aver subito una sconfitta a Yucheng, Li concluse che la sua forza attuale non sarebbe stata sufficiente a prendere Allessandria Escate (chiamata Hershi dai cinesi), capitale di Dayuan, e quindi tornò nella città cinese di Dunhuang.

## Seconda spedizione (102 a.C.)

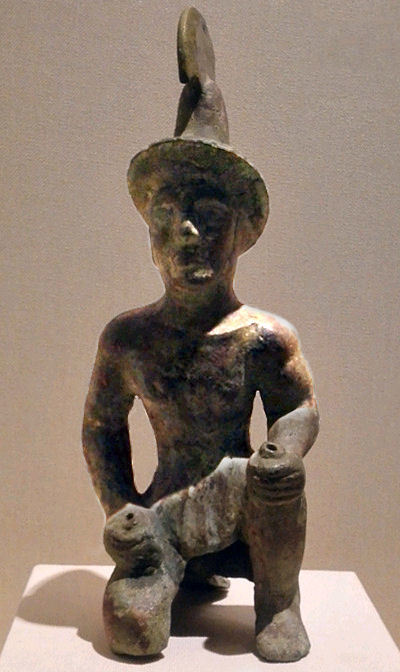
Bronzetto di un probabile guerriero greco, protetto da un elmo frigio, rinvenuto in un sito del III secolo a.C., a nord del Tien shian, Museo dello Xinjiang

I funzionari avrebbero voluto congedare l'esercito di Li e concentrare le loro risorse per combattere gli Xiongnu. L'imperatore Wu rifiutò per paura che la mancata sottomissione di Dayuan avrebbe comportato una perdita di prestigio verso gli stati occidentali. Invece diede a Li un esercito molto più grande e dotandolo di animali per il rifornimento. Nell'autunno del 102 a.C., il generale Li partì con un esercito di 60 000 guerrieri reclutati tra la popolazione carceraria e 30 000 cavalli insieme a un gran numero di animali tra cui 100 000 buoi e 20 000 asini e cammelli. Questa volta la spedizione non ebbe problemi a gestire le città-stato delle oasi. [8] [9]
Molte di loro semplicemente si arresero senza combattere dopo aver visto il grande numero dei nemici. L'unico stato che oppose resistenza fu Luntai, per il quale Li fece massacrare la sua popolazione. Nonostante non abbia incontrato grandi battute d'arresto e abbia bypassato del tutto Yucheng, Li perse di nuovo metà del suo esercito prima di raggiungere Dayuan. [8] All'arrivo a Ershi, Li iniziò l'assediò immediatamente. Una forza di cavalleria Wusun di 2 000 uomini era presente anche su richiesta dell'Imperatore Wu, ma si rifiutarono di prendere parte all'assedio per paura di danneggiare entrambe le parti. Le forze elleniche si lanciarono nel tentativo di rompere l'assedio, ma furono facilmente sconfitte dai balestrieri Han. Gli ingegneri Han si misero al lavoro sul fiume passando attraverso Ershi e lo isolarono, lasciando la città senza fonte d'acqua poiché non avevano pozzi. Dopo un assedio di 40 giorni, le forze Han attraversarono il muro esterno e catturò il generale nemico, Jianmi. I nobili di Ershi si ritirarono nelle mura più interne e decisero i termini della resa. Prima uccisero il loro re, Wugua, e mandarono la testa a Li. Quindi offrirono a Li tutti i cavalli che desiderava e le provviste in cambio del ritiro dell'esercito, ma se non avesse accettato, avrebbero ucciso tutti i loro cavalli. Li accettò i termini, prendendo circa 3000 cavalli e provviste. Prima di partire, Li incoronò come re uno dei nobili, chiamato Meicai (昧 蔡), poiché in precedenza aveva mostrato gentilezza con gli inviati Han. [10]
Mentre Li partiva per Dunhuang, si rese conto che le aree locali lungo la strada non sarebbero state in grado di rifornire adeguatamente l'esercito. L'esercito così si divise in diversi gruppi, alcuni prendendo la rotta settentrionale mentre altri la rotta meridionale. Uno di questi gruppi, composto solo da circa 1 000 uomini al comando di Wang Shensheng e Hu Chongguo, cercò di prendere Yucheng. Dopo diversi giorni sotto assedio, gli abitanti di Yucheng si misero in salvo con 3 000 uomini e sconfissero l'esercito assediante. Alcuni soldati Han riuscirono a fuggire e avvisare Li della sconfitta. Quindi Li mandò Shangguan Jie per attaccare Yucheng. Vedendo il grande esercito inviatogli contro, il re di Yucheng decise di fuggire a Kangju, facendo sì che Yucheng si arrendesse poco dopo. Quando Kangju ricevette la notizia della sconfitta di Dayuan, consegnò il re di Yucheng a Shangguan, che lo fece giustiziare.
L'esercito non incontrò alcuna ulteriore resistenza sulla via del ritorno al Passo Yumen. Dopo aver avuto notizia della sconfitta di Dayuan, gli Uezhi rimandarono i loro parenti insieme all'esercito alla capitale Han, dove presentarono un tributo all'imperatore Wu. Rimasero alla corte Han come ostaggi. Nonostante il successo complessivo della seconda spedizione, con scorte adeguate e la perdita di una piccola parte dell'esercito in battaglia, l'intera campagna fu guastata dalla corruzione e dall'interesse personale. I soldati di Li, presi dalla popolazione carceraria e dalla classe indesiderabile, ricevettero pochissima cura dai loro generali e ufficiali, che invece li abusarono trattenendo le razioni, causando diserzione. Di conseguenza, Li tornò con solo 10 000 uomini e 1 000 cavalli adatti al servizio militare. Anche così, l'imperatore Wu continuava a considerare queste perdite accettabili nella vittoria su Dayuan e non fece alcun tentativo di punire i responsabili. Coloro che erano sopravvissuti ricevettero belle ricompense. Li Guangli fu ingaggiato come Marchese di Haixi. Zhao Di, che assicurò la cattura del re di Yucheng, divenne Marchese di Xinzhi. Shangguan Jie divenne tesoriere privato. [10]

## Conseguenze
Più di un anno dopo, i nobili di Dayuan si unirono e uccisero il re Meicai, che in primo luogo consideravano responsabile dell'intera situazione creatisi con gli Han. Il fratello di Wugua, Chanfeng, divenne il nuovo re. Non desiderando turbare l'impero, Chanfeng mandò suo figlio in ostaggio alla corte Han. In risposta, gli Han mandarono inviati con doni per il nuovo sovrano e fecero pace con il regno.
Dieci anni dopo, Li Guangli fu sconfitto dagli Xiongnu e disertò per la loro parte. Sposò la figlia del Chanyu ma alla fine venne giustiziato a causa di un conflitto con un altro disertore Han più favorito dal Chanyu.